# بيت الجلال (الرياشية)

تعديل مصدري - تعديل

بيت الجلال هي إحدى قرى عزلة جبل الرياشية بمديرية الرياشية التابعة لمحافظة البيضاء، بلغ تعداد سكانها 744 نسمة حسب تعداد اليمن لعام 2004.